# Rijweg (spoorwegen)
Een rijweg is een stuk spoor op een emplacement dat gereserveerd is voor en eventueel bezet is door een trein of rangeerdeel.
Een rijweg wordt ingesteld door een treindienstleider op een verkeersleidingspost, en is vastgelegd in de beveiliging (kan niet zonder meer worden vrijgegeven).